# Forêt domaniale d'Olonne

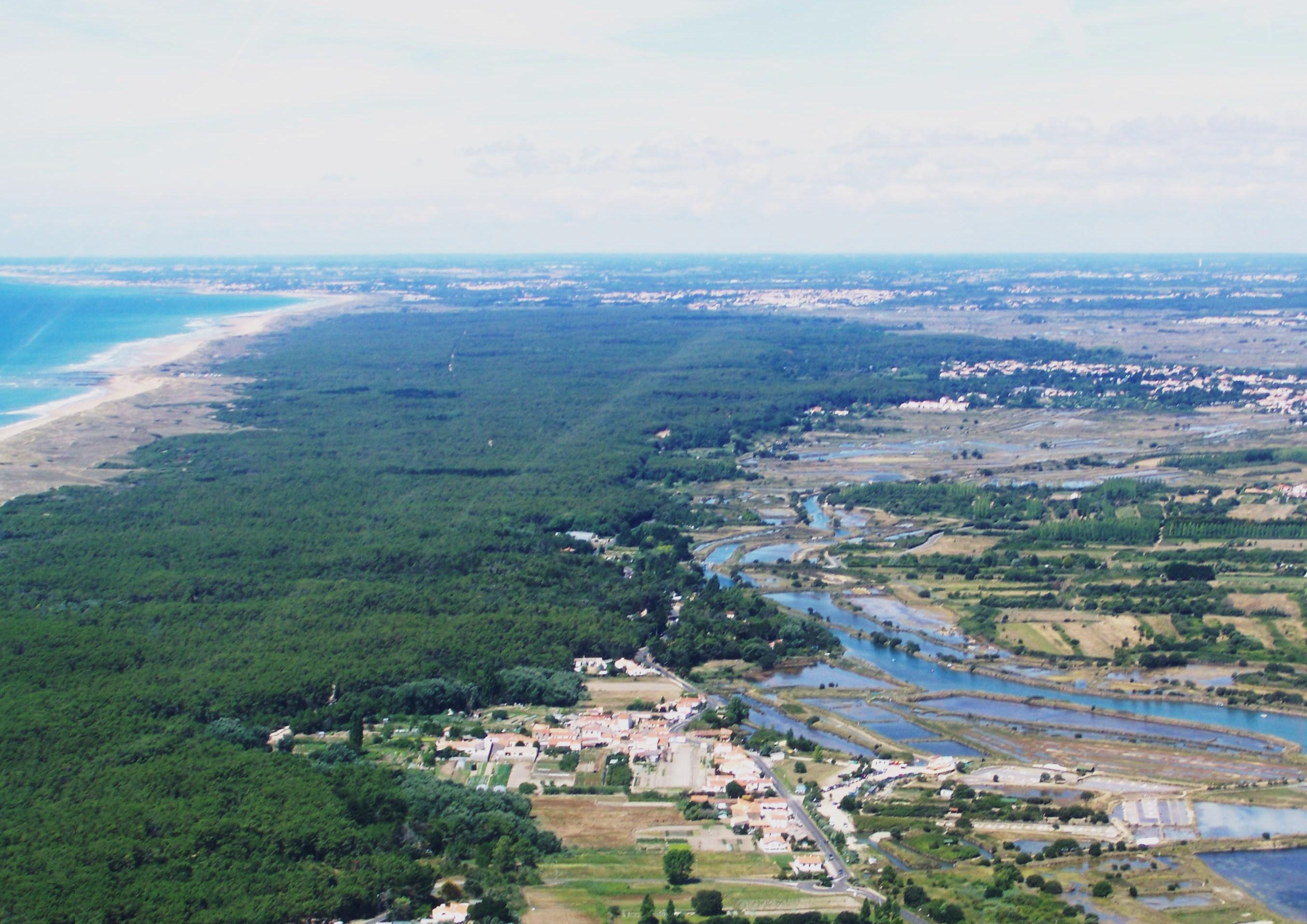
Vue aérienne de la forêt d'Olonne visible sur la gauche.

La forêt d'Olonne est une forêt domaniale française. Elle est située en Vendée sur le territoire de la commune des Sables-d'Olonne.
La forêt porte le nom de l'ancienne commune d'Olonne-sur-Mer sur laquelle elle est située.
Elle est bordée à l'ouest par une longue plage de sable et de rochers baignée par l'Océan Atlantique, et à l'est par le marais d'Olonne. Elle occupe plus de 1 000 hectares sur la partie nord de ce qui était autrefois l'Île Vertime. C'est une forêt dunaire car elle a été plantée sur un ensemble de dunes qu'elle a contribué à fixer. Une grande partie est classée Natura 2000,.

## Historique
La plantation de la forêt a été ordonnée sous Louis XV, mais la plupart des pins ont été plantés à partir de 1837 à la suite d'un décret impérial de Napoléon Ier qui poursuivait l'objectif de stabiliser la dune.

## Flore
La forêt a été plantée à l'origine de pins maritimes, les autres essences dominantes sont le chêne vert et le robinier. Par ailleurs on rencontre le charme, le frêne, le peuplier et le chêne rouvre. On trouve également un secteur planté d'érables sycomores.

## Faune
La forêt est peuplée de chevreuils et de sangliers. Des battues doivent être régulièrement être organisées pour réguler la population de ces derniers qui font parfois des incursions jusque dans la ville.

## Lieux remarquables
- Ruines d'un fortin (indiqué sur les cartes IGN),
- Héronnière (habitée par des hérons et des aigrettes),
- Menhir de la Conche Verte, classé monument historique le 22 juin 1903,
- La butte de ski, dans ce secteur, on trouve les dunes les plus hautes du massif (37 mètres d'altitude), d'où l'on peut entrevoir la mer et le marais[3].

## Aménagements pour le public
De nombreuses aires de pique-nique et de stationnement ont été créées qui sont le point de départ de sentiers. Certains peuvent être empruntés à cheval. La forêt est traversée en deux endroits dans sa longueur par la piste cyclable du littoral. Elle également parcourue par un sentier de grande randonnée : le GR 364.

## Protection contre l'incendie
La forêt est traversée par deux coupe-feu parallèles à la côte.